# Parc naturel de la Corona Forestal
Le parc naturel de la Corona Forestal est un parc naturel situé sur l'île de Tenerife, dans les Îles Canaries en Espagne. D'une superficie de 466,13 km2, il s'agit de la plus vaste aire protégée de l'archipel. Il est créé en 1987 mais reclassifié en 1994. Il protège la couronne boisée autour de la caldeira de las Cañadas, et est donc adjacent au parc national du Teide. Cette forêt est dominée par le pin des canaries et bénéficie de l'humidité apportée par la couche de nuage maintenue entre environ 800 et 1 600 m d'altitude par une couche d'inversion caractéristique du climat de l'île. 